# طالب الفراتي
طالب الفراتي (4 شباط/فبراير 1935 - 6 حزيران/يونيو 2005)، ممثل تراجيدي عراقي. ولد بقضاء الشطرة مدينة الناصرية، محافظة ذي قار جنوب العراق.

## حياته
بدأ حياته الفنية مذيعاً في دائرة الإذاعة و التلفزيون، حيث قدم العديد من البرامج الوثائقية، منها برنامج (أرضنا الخضراء) الذي أعده غازي مجدي، وعرف من خلاله بشخصية أبو سباهي، ثم تم اختياره ليمثل في مسلسلات ريفية 
وبدوية منها الدواسر وجرف الملح، بعدها انتقل إلى السينما فقدم أول أفلامه عام 1973 فيلم (الظامئون) للمخرج محمد شكري جميل وتوالت بعدها أدواره السينمائية في أفلام أخرى نذكر منها: (التجربة) و(الباحثون) و(الأسوار) و(يوم آخر) و(المسألة الكبرى) و(عمارة 13) و(العاشق) ، وانضم للفرقة القومية للتمثيل، فقدم أولى مسرحياته، المحطة عام 1985

### حياته الأسرية
تزوج من الممثلة أزهار الحمودي وشاركته في العديد من الأعمال

## أعماله

### في السينما
| سنة الإنتاج | الفيلم         | الشخصية |
| ----------- | -------------- | ------- |
| 1972        | الظامئون       |         |
| 1977        | التجربة        |         |
| 1978        | الباحثون       |         |
| 1979        | الأسوار        |         |
| 1979        | يوم آخر        |         |
| 1982        | المسألة الكبرى |         |
| 1987        | عمارة 13       |         |
| 1985        | العاشق         |         |
| 1987        | الفارس والجبل  |         |
| 1988        | شيء من القوة   |         |
| 1990        | الفجر الحزين   |         |
| 1999        | حفر الباطن     |         |
| 2005        | أحلام          |         |

### في التلفزيون
| سنة الإنتاج | اسم المسلسل         | الشخصية    |
| ----------- | ------------------- | ---------- |
| 2002        | القضية 238          |            |
| 2001        | أيام التحدي         |            |
| 2000        | رجل فوق الشبهات     |            |
| 1998        | بركان الغضب         |            |
| 1996        | اللاهثون            |            |
| 1993        | حصاد البساتين       |            |
| 1990        | الدفتر الأزرق       |            |
| 1990        | وجهة نظر            |            |
| 1988        | جذور وأغصان         |            |
| 1980        | الذئب وعيون المدينة |            |
| 1976        | أعماق الرغبة        |            |
| 1975        | الدواسر             |            |
| 1974        | جرف الملح           | الشيخ غافل |
|             | القضوة              |            |
|             | العم عناد           |            |

### في المسرح
| سنة الإنتاج | المسرحية         | الشخصية |
| ----------- | ---------------- | ------- |
| 1985        | المحطة           |         |
|             | فندق وسط المدينة |         |
|             | أحلام العصافير   |         |
|             | البهلوان         |         |

## جوائز
- جائزة أفضل ممثل في فيلم (يوم آخر) حيث قدم شخصية الإقطاعي (الشيخ مجيد)[5]

## وفاته
توفي في الثامن من حزيران/يونيو عام 2005 بعد صراع مع المرض

## روابط خارجية
- طالب الفراتي على موقع قاعدة بيانات الأفلام العربية